# Петрусов, Георгий Григорьевич
Георгий Григорьевич Петрусов (1903, Ростов-на-Дону — 1971, Москва) — один из самых ярких представителей блестящей плеяды советских фотографов 1920—1930-х годов. Заслуженный работник культуры РСФСР (1969).

## Биография

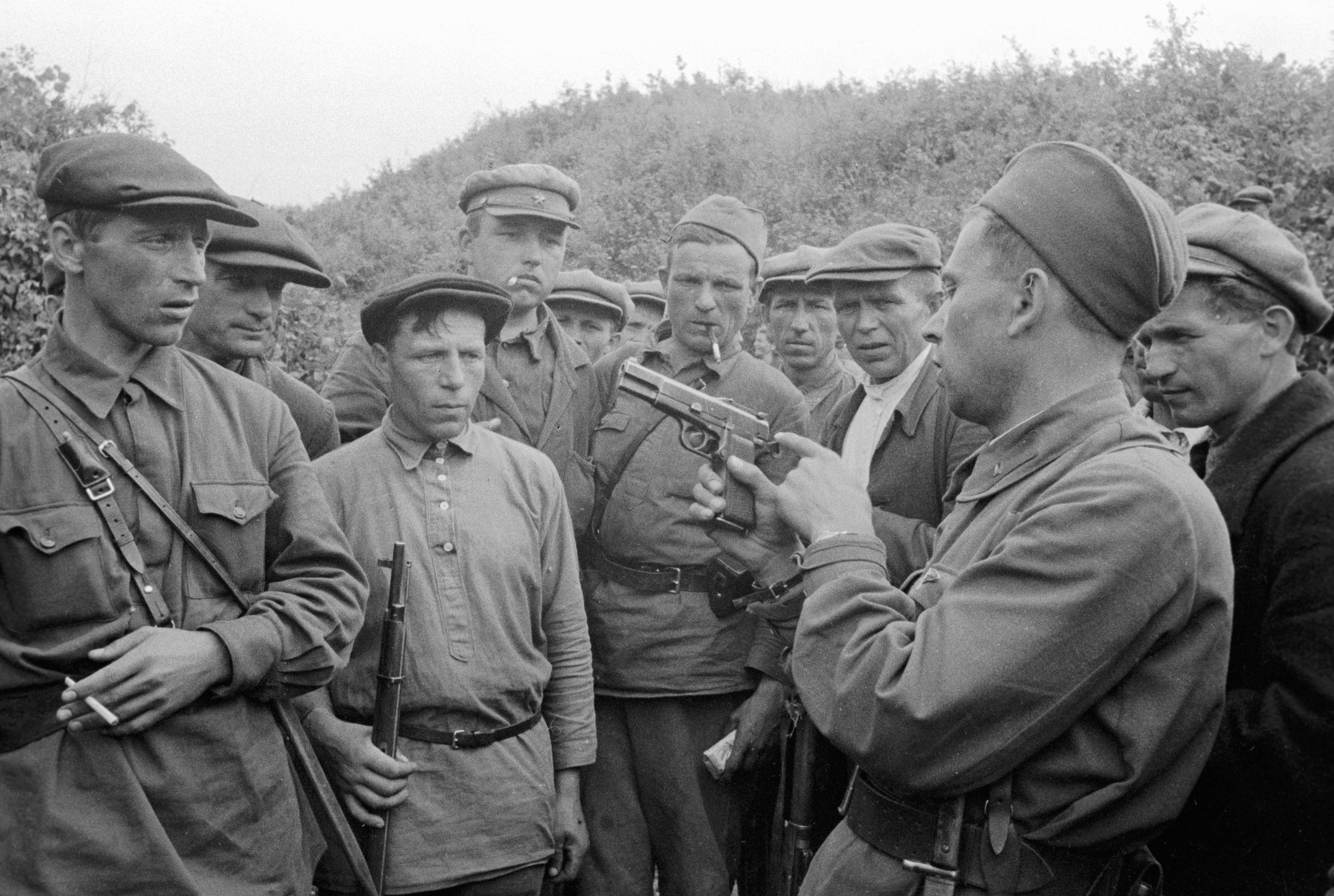
Командир партизанского отряда знакомит бойцов с оружием. Смоленская область, август 1941

Родился в 1903 году в городе Ростов-на-Дону.
Окончил гимназию. Начал заниматься фотографией с 14 лет.
В 1920—1924 гг. Георгий работал банковским бухгалтером, а фотография была лишь хобби.
С 1924 года работает фоторепортером: сотрудничал с журналами: «Металлист», «Рабочий химик», газетами «Труд» и «Правда», агентством «Союзфото».
В 1929—1930 гг. руководил фотоотделом на строительстве Магнитогорского металлургического комбината. С 1931 года работал в журнале «СССР на стройке», самостоятельно готовил материалы к тематическим номерам журнала, а также на тему тяжелой промышленности. Стал классическим его снимок «Плотина Днепрогэса».
В 1931 году Петрусов начал тесно общаться с группой «Октябрь» и плотно сотрудничал с авангардными фотографами, которые ему оказали серьёзную поддержку. Александр Родченко и Борис Игнатович повлияли на его стиль, а также поощряли использование смелых перспектив и эксперименты с фотографией.
Заслуженный работник культуры РСФСР (1969).
В годы Великой Отечественной войны работает фотокорреспондентом Совинформбюро и газеты «Известия». Снимал боевые действия на разных фронтах. В апреле 1945 года Петрусов в числе передовых войск вошел в Берлин. Там ему удалось сделать серию снимков поверженной столицы противника.
С 1957 по 1971 год работал в издательстве «Изогиз» и агентстве печати «Новости» (АПН).
Выпустил ряд фотоальбомов, среди них книгу «Москва-Берлин».
В 1967 году в Берлине была организована выставка Петрусова.
Участник многих фотовыставок в стране и за рубежом.
Умер в Москве в 1971 году. Похоронен на Востряковском кладбище.

## Авторские издания
- «Главная улица», издательство «Планета», Москва, 1971
- «Георгий Петрусов», издательство «Планета», Москва, 1973
- «Москва-Берлин» (?)" Москва", Министерство культуры СССР, Главное управление полиграфической промышленности, 15-я типография «Искра революции», Москва. Редактор Т. Теплова, технический редактор Ж. Чертова. Тираж 100 000. 1956 г.
- "Георгий Петрусов «Большой балет / The Bolshoi Ballet» Издательство: Московский дом фотографии, 2004 ISBN 5-93977-014-2

## Выставка
- "Георгий Петрусов «Большой балет» 1940—1960-е. выставочные залы музея Московский Дом фотографии 2003